# From the Ashes (episodio de Los 100)
«From the Ashes»es el primer episodio de la séptima temporada de la serie de televisión estadounidense de ciencia ficción y drama Los 100. El episodio fue escrito por Jason Rothenberg y dirigido por Ed Fraiman. Fue estrenado el 20 de mayo de 2020 en Estados Unidos por la cadena The CW. 
Clarke (Eliza Taylor) y sus amigos intentan reconstruir Sanctum a medida que surge una nueva amenaza en el bosque.

## Argumento
Después de la partida de Octavia, Bellamy es secuestrada por figuras invisibles, mientras que Hope no muestra ningún recuerdo. Gabriel, Hope y Echo persiguen a los secuestradores de Bellamy; Después de experimentar una alucinación de Roan y el verdadero Echo, Echo mata a tres de ellos que demuestran ser humanos de otro planeta llamado Bardo. Con el cierre de la Anomalía, Gabriel, Echo y Hope eligen seguir a los demás para encontrar a Bellamy. Con las diversas facciones que ahora viven juntas en Sanctum, aumentan las tensiones, particularmente con los Hijos de Gabriel exigiendo la ejecución de Russell, mientras que Murphy está culpado por su papel en la muerte de Abby. Russell, deprimido y suicida, destruye el impulso mental de Priya y incita a Clarke a matarlo; después de que Clarke deja inconsciente a Russell, Sheidheda lo saludaen el Mindspace El Comandante Oscuro mata a Russell y resucita en el cuerpo de Russell. Sin darse cuenta de esto, Clarke quema el palacio de Sanctum y anuncia un nuevo comienzo para Sanctum y que Russell será ejecutado al día siguiente por sus crímenes.

## Elenco
- Eliza Taylor como Clarke Griffin.
- Bob Morley como Bellamy Blake.
- Marie Avgeropoulos como Octavia Blake.
- Lindsey Morgan como Raven Reyes.
- Richard Harmon como Jhon Murphy.
- Tasya Teles como Echo / Ash.
- Shannon Kook como Jordan Green.
- JR Bourne como Russell Lightbourne VII / Sheidheda.
- Chuku Modu como Dr. Gabriel Santiago.
- Shelby Flannery como Hope Diyoza.

## Recepción
En Estados Unidos, From the Ashes fue visto por 0,8 millones de espectadores, de acuerdo con Showbuzz Daily.

### Recepción crítica
Selina Wilken para Hypable: «"From the Ashes" empaqueta diligentemente la configuración para el misterio de la temporada, permite (a algunos de sus personajes breves momentos de autorreflexión, pagar sus deudas al dolor de Clarke y retuerce la historia en formas que deberían arrojar al menos algunas teorías de fanáticos por la ventana».